# Giacomo Barabino
Giacomo Barabino (Ceranesi, 2 aprile 1928 – Vallecrosia, 25 maggio 2016) è stato un vescovo cattolico italiano.

## Biografia
Nasce a Livellato, frazione di Ceranesi, in città metropolitana ed arcidiocesi di Genova, il 2 aprile 1928 da Antonio e Luigia Parodi.

### Formazione e ministero sacerdotale
Il 14 ottobre 1940 entra nel seminario minore del Chiappeto a Genova, dove viene accolto dal rettore Pietro Zuccarino.
Il 29 giugno 1952 è ordinato presbitero, nella cattedrale di San Lorenzo a Genova, dall'arcivescovo Giuseppe Siri (poi cardinale).
Dopo l'ordinazione svolge il suo ministero nella parrocchia di Pegli e in seguito in quella di San Siro a Nervi. Il 14 luglio 1953 è nominato segretario personale dell'arcivescovo, incarico ricoperto per ventun anni.

### Ministero episcopale
Il 16 maggio 1974 papa Paolo VI lo nomina vescovo ausiliare di Bobbio e vescovo titolare di Ravello. Il 24 giugno successivo riceve l'ordinazione episcopale, nella cattedrale di San Lorenzo, dal cardinale Giuseppe Siri, arcivescovo di Genova e amministratore apostolico di Bobbio, co-consacranti il vescovo Secondo Chiocca, ausiliare della medesima arcidiocesi, e l'arcivescovo Giovanni Mariani, nunzio apostolico. Il 14 luglio fa il suo ingresso in diocesi, nella cattedrale di Bobbio.
Il 30 settembre 1986, dopo l'unione della diocesi di Bobbio con l'arcidiocesi di Genova, diventa vescovo ausiliare e vicario generale di Genova-Bobbio.
Il 7 dicembre 1988 papa Giovanni Paolo II lo nomina vescovo di Ventimiglia-San Remo; succede ad Angelo Raimondo Verardo, dimessosi per raggiunti limiti di età. Il 5 marzo 1989 prende possesso della diocesi, nella cattedrale di Ventimiglia.
Il 20 marzo 2004 lo stesso papa accoglie la sua rinuncia, presentata per raggiunti limiti di età; gli succede Alberto Maria Careggio, fino ad allora vescovo di Chiavari. Rimane amministratore apostolico della diocesi fino all'ingresso del successore, avvenuto il 9 maggio seguente.
Muore a Vallecrosia il 25 maggio 2016 all'età di 88 anni. Dopo le esequie, celebrate il 28 maggio seguente nella cattedrale di Ventimiglia dal cardinale Angelo Bagnasco, viene sepolto nella cripta dello stesso edificio.

## Genealogia episcopale
La genealogia episcopale è:
- Cardinale Scipione Rebiba
- Cardinale Giulio Antonio Santori
- Cardinale Girolamo Bernerio, O.P.
- Arcivescovo Galeazzo Sanvitale
- Cardinale Ludovico Ludovisi
- Cardinale Luigi Caetani
- Cardinale Ulderico Carpegna
- Cardinale Paluzzo Paluzzi Altieri degli Albertoni
- Papa Benedetto XIII
- Papa Benedetto XIV
- Papa Clemente XIII
- Cardinale Bernardino Giraud
- Cardinale Alessandro Mattei
- Cardinale Pietro Francesco Galleffi
- Cardinale Giacomo Filippo Fransoni
- Cardinale Carlo Sacconi
- Cardinale Edward Henry Howard
- Cardinale Mariano Rampolla del Tindaro
- Cardinale Gennaro Granito Pignatelli di Belmonte
- Cardinale Pietro Boetto, S.I.
- Cardinale Giuseppe Siri
- Vescovo Giacomo Barabino